# صلح أوغسبورغ
صلح أوغسبورغ، معاهدة وُقعت بين فرديناند الأول، الذي حل محل أخيه شارل الخامس كإمبراطور روماني مقدس، وقوات اتحاد شمالكالدي حليفة الأمراء اللوثريين، في الخامس والعشرين من سبتمبر عام 1555 بمدينة أوغسبورغ في بافاريا، ألمانيا.
و قد أنهت رسميا الصراع الديني بين الطائفتين وصنعت انفصالا قانونيا دائماً للمسيحية داخل الإمبراطورية الرومانية المقدسة. سمح البند "Cuius regio, eius religio" الشهير بالوثيقة للأمراء الألمان باختيار إما اللوثرية أو الكاثوليكية ضمن أراضيهم، وتنتهي بتأكيد استقلالهم بدولهم. أعطيت الأسر فترة كانوا خلالها أحرار بالهجرة إلى مناطق أخرى ذات دين يرضونه.